# Dostojewskaja (Metro Moskau)

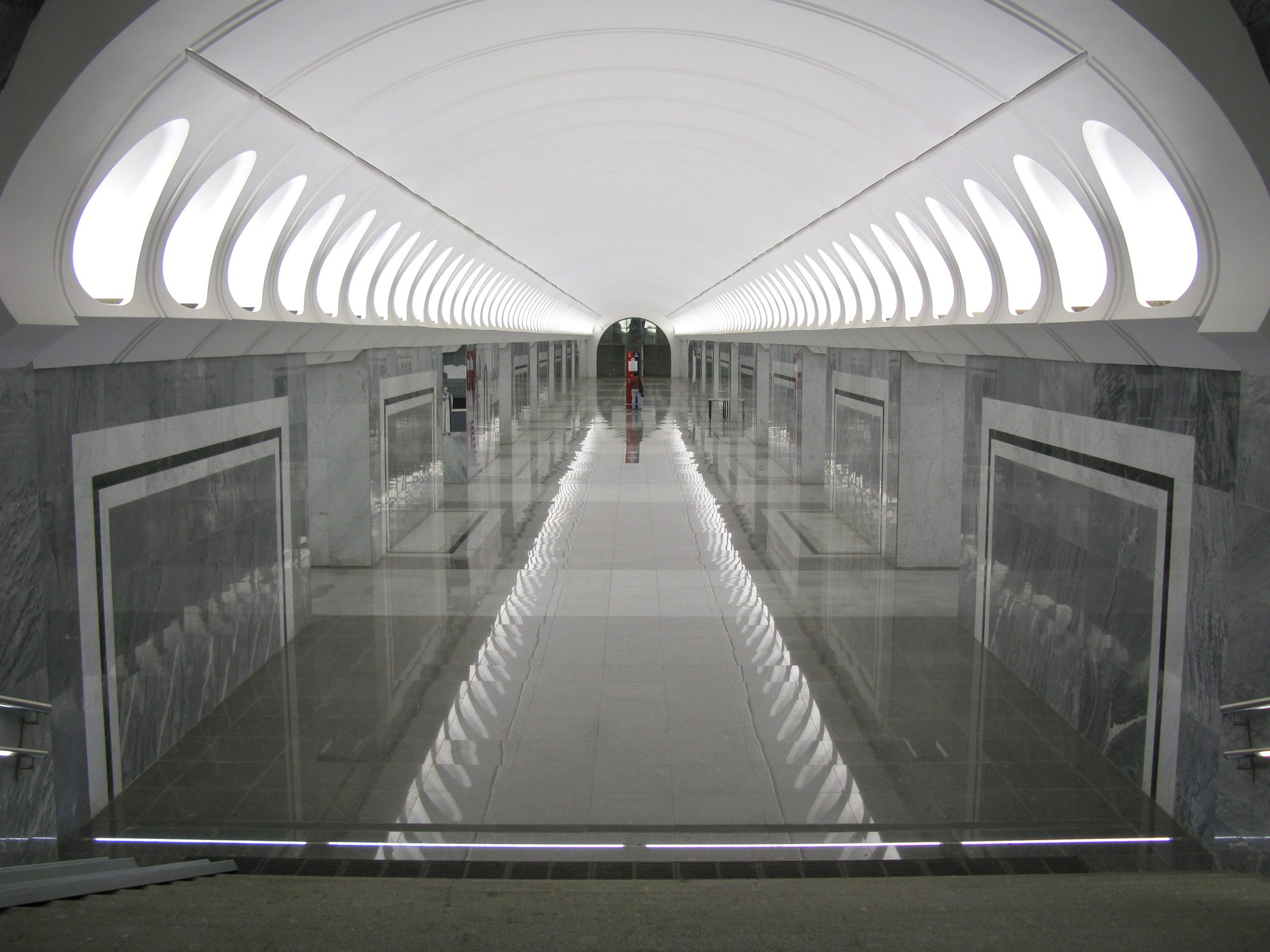
Bahnsteighalle

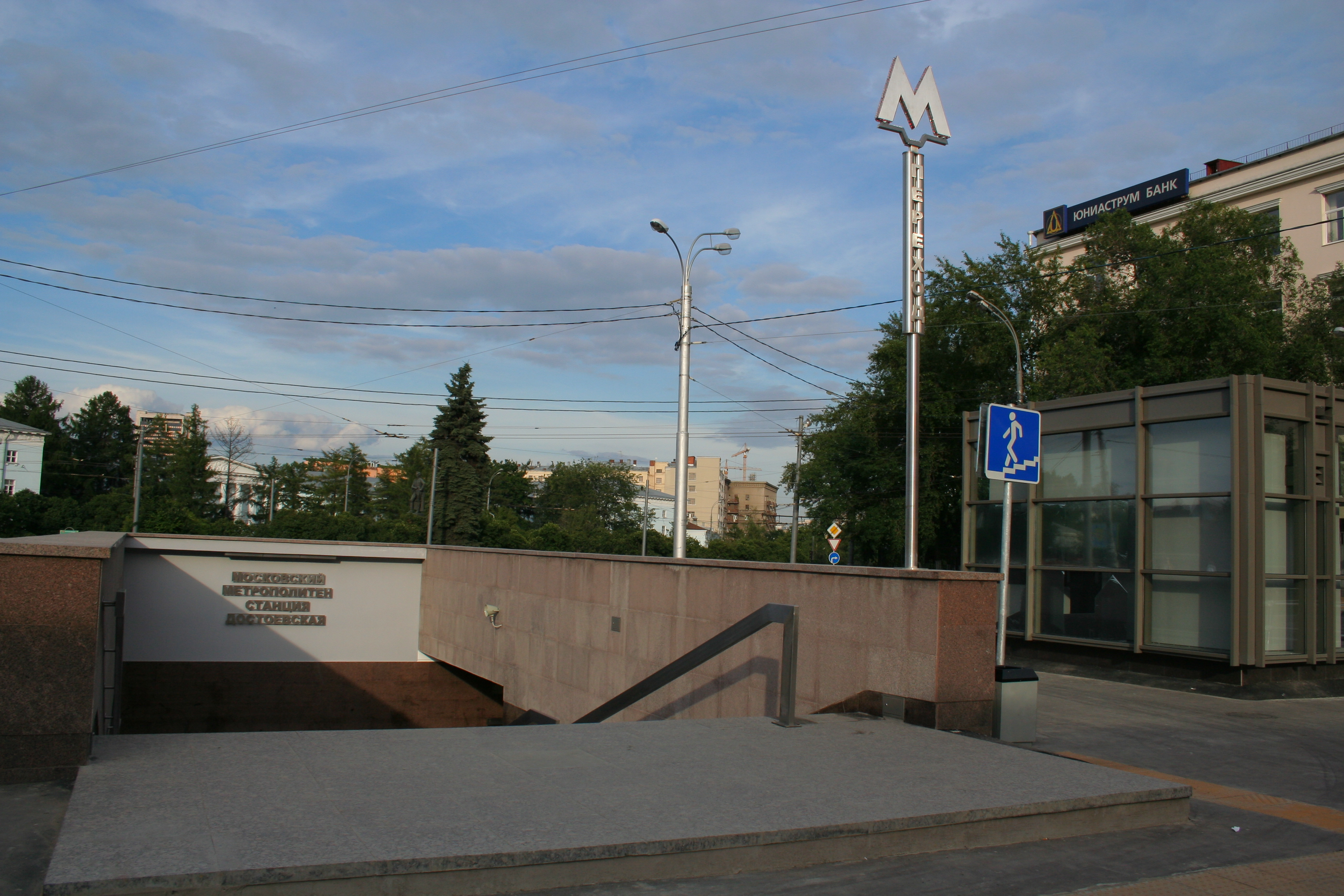
Eingang

Dostojewskaja (russisch Достоевская) ist ein unterirdischer U-Bahnhof der Metro Moskau an der Linie 10 (Ljublinsko-Dmitrowskaja-Linie). Er wurde im Zuge der Verlängerung dieser Linie um zwei Stationen Richtung Norden am 19. Juni 2010 eröffnet.

## Allgemeine Beschreibung
Der U-Bahnhof Dostojewskaja befindet sich im Norden des Verwaltungsbezirks Zentrum von Moskau, unterhalb des Suworow-Platzes im Stadtteil Meschtschanski. Benannt ist die Station nach dem Schriftsteller Fjodor Dostojewski, der in der Nähe des heutigen Suworow-Platzes geboren wurde. Gegenwärtig hat der U-Bahnhof einen Zugang über eine Fußgängerunterführung unter dem Suworow-Platz. Über diese Unterführung gelangt man in die Schalterhalle und von dieser wiederum über Fahrtreppen und einen Treppenlauf zur Bahnsteighalle an deren nördlichem Ende.
Die Station weist vorerst keine Umsteigemöglichkeiten auf. Sie wurde jedoch von vorneherein als Übergangsstation zur Ringlinie der Moskauer Metro (Kolzewaja-Linie) konzipiert, da sich diese im Bereich der Dostojewskaja mit der Linie 10 kreuzt. Der Bau der künftigen Ringlinienstation Ploschtschad Suworowa, von der aus es einen Übergang zur Dostojewskaja geben soll, soll voraussichtlich erst nach 2013 erfolgen, insbesondere wenn die Linie 10 weiter Richtung Norden verlängert wird.

## Gestaltung
Ähnlich den anderen Moskauer Metrobahnhöfen, die nach berühmten Dichtern benannt sind (vgl. Puschkinskaja, Tschechowskaja u. a.), steht auch bei der architektonischen Gestaltung der Dostojewskaja das Leben und Wirken ihres Namensgebers im Vordergrund. Beim Übergang von den Rolltreppen zur Bahnsteighalle ist an der Wand der Zwischenebene eine in den Marmor eingemeißelte mosaikähnliche, motivisch eher düster anmutende Porträtabbildung Dostojewskis zu sehen. Läuft man von dort aus die Treppe hinunter, gelangt man unmittelbar in die Bahnsteighalle, die aus einem durch zwei Pylonenreihen in Längsrichtung getrennten Mittelbahnsteig besteht. Sowohl die Pylonen als auch die Wände sind mit einem von hellen und dunklen Grautönen geprägten Marmor verkleidet. Das Gewölbe ist weiß gestrichen und hat eine halbrunde Form mit zwei symmetrischen Reihen von kreisförmigen Leuchternischen. Der Fußboden ist in hellgrauen und hellbraunen Granitplatten ohne Musterung ausgeführt.
An vier Pylonen finden sich an der Seite des Mittelteils der Halle in Marmor eingemeißelte Bildkompositionen, die prominente Motive jeweils aus einem der vier wichtigsten literarischen Werke Dostojewskis – Schuld und Sühne, Der Idiot, Die Dämonen und Die Brüder Karamasow – darstellen. Autor der Bilder ist Iwan Nikolajew, der diese noch in der frühen Planungsphase der Station Anfang der 1990er-Jahre erschaffen hat. Kurz vor der Eröffnung des U-Bahnhofs sorgten die Mosaiken für kontroverse Reaktionen in der Presse, da sie auch Mord- bzw. Suizid-Szenen beinhalten. So ist an dem Bild zum Roman Schuld und Sühne dessen Protagonist Raskolnikow zu sehen, der dabei ist, die alte Pfandleiherin und deren Schwester mit einem Beil zu erschlagen. In diesem Zusammenhang argumentierten einige Psychologen, die Mosaiken seien zu gewaltverherrlichend und könnten besonders depressive Personen zu Selbstmorden animieren.
Ursprünglich sollte der Abschnitt der Ljublinsko-Dmitrowskaja-Linie mit den Bahnhöfen Dostojewskaja und Marjina Roschtscha am 15. Mai 2010 anlässlich des 75-jährigen Bestehens der Moskauer Metro eingeweiht werden. Die in Wirklichkeit technisch bedingte Verzögerung um gut einen Monat führten einige Journalisten auf die Kontroverse um die Mosaiken zurück.